# Velicikovo, Varna
Velicikovo (în bulgară Величково) este un sat în comuna Dălgopol, regiunea Varna,  Bulgaria. 

## Demografie
Componența etnică a satului Velicikovo
     Turci (6,25%)
     Bulgari (22,14%)
     Romi (66,42%)
     Nicio identificare (5,17%)
La recensământul din 2011, populația satului Velicikovo era de 560 locuitori. Din punct de vedere etnic, majoritatea locuitorilor (66,42%) erau romi, existând și minorități de bulgari (22,14%) și turci (6,25%). Pentru 5,17% din locuitori nu este cunoscută apartenența etnică.